# Décalages
Albums de Françoise Hardy
Quelqu'un qui s'en va
(1982) Le Danger
(1996)
Décalages, est le vingt et unième album, édité en France et à l'étranger, de la chanteuse Françoise Hardy. L’édition originale est parue en France, le 2 mai 1988.

## Mise en perspective de l'album
Tous les textes sont écrits par Françoise Hardy et la majorité des musiques est composée par Jean-Noël Chaléat.

Le contrat avec les disques Flarenasch prend fin avec cet album. Pendant son enregistrement, Françoise Hardy fait part de son intention de mettre un terme à sa carrière de chanteuse en annonçant que Décalages sera le dernier.

« Ce qui m’intéresse le plus dans l’activité discographique c’est l’écriture. Je trouve que le moment est venu maintenant de me consacrer davantage à ce qui me plait et laisser tomber toutes les opérations de séduction [afférentes à] la promotion d’un disque. Je ne sais pas bien le faire, ce n’est pas dans mon caractère. C’est un métier paradoxal [qui] demande des qualités complètement opposées. Il faut être à la fois introverti et extraverti. Je ne dis pas que j’ai du mal à séduire. Je n’aime pas ça. »

Le titre Partir quand même, soutenu par un clip vidéo, en a été le principal succès.

Initialement, cette chanson était destinée à son époux, Jacques Dutronc. Françoise Hardy avait été accrochée par une mélodie qu’il venait de composer pour l'album qu’il préparait. La voyant séduite par cette musique, il lui demanda d'en écrire des paroles. Une fois la chanson enregistrée, l’orchestration déplut et la chanson ne fut pas retenue.

Ce fut lors de la préparation de ce 21e album, que la chanteuse songea à la reprendre.
Cet album fut certifié  Or (100 000 exemplaires vendus), par le Syndicat national de l'édition phonographique (SNEP).

## Édition originale de l’album
France, 2 mai 1988 : disque microsillon 33 tours/30 cm 10 titres, Décalages, WEA Music/Flarenasch (WE 391-723 690) - (3 298437 236902).

### Crédits
- Pochette : Photographies réalisées par Jean-Marie Périer.
- Réalisation sonore :
  - Steve Cooper,
  - Philippe Cusset,
  - Stephen Stewart Short,
  - Alain Lubrano (assistant).
- Mixages :  Dominique Blanc-Francard.
- Musiciens :
  - Batterie : Graham Broad.
  - Guitare basse : John K. et Phil Spalding.
  - Guitares : J.-J. Bell, Xavier Geromini et Chester Kamen.
  - Pianos acoustique et électrique : Jean-Pierre Sabar.
  - Synclavier : Simon Franglin et Jonathan Sorrel.
  - Chœurs : Jean-Noël Chaléat, Françoise Hardy et Stephen Stewart Short.

### Liste des chansons
| 1. | La Sieste                                               | Françoise Hardy                                  | Jean-Noël Chaléat | 3:59 |
| 2. | Une miss s’immisce                                      | Françoise Hardy                                  | Jean-Noël Chaléat | 4:16 |
| 3. | Laisse-moi rêver                                        | Françoise Hardy                                  | Étienne Daho      | 4:09 |
| 4. | Vibrations                                              | Françoise Hardy                                  | Rico Conning      | 4:02 |
| 5. | Décalages (Titre original : Waiting for the Right Time) | Anglais : Les Holroyd Français : Françoise Hardy | Les Holroyd       | 5:22 |

| 1. | Partir quand même   | Françoise Hardy | Jacques Dutronc                   | 4:04 |
| 2. | Dilettante          | Françoise Hardy | Jean-Noël Chaléat                 | 4:09 |
| 3. | Dire tout           | Françoise Hardy | Jean-Pierre Mader, Patrick Doublé | 3:21 |
| 4. | Arrêtons            | Françoise Hardy | Tobo                              | 3:16 |
| 5. | Je suis de trop ici | Françoise Hardy | Jean-Noël Chaléat                 | 3:53 |

## Discographie liée à l’album
Abréviations désignant les différents types de supports d'enregistrements
LP (Long Play) = Album sur disque 33 tours (vinyle), 10 titres.
K7 (Compact Cassette) = Album sur cassette, 10 titres.
CD (Compact Disc)= Album sur disque compact, 12 titres.
SP (Single Play) = Disque 45 tours (vinyle), 1 à 2 titres.
Maxi SP (Maxi Single Play) = Disque 33 tours (vinyle), 3 titres.
CDS (Compact Disc Single) = Disque compact, 2 à 3 titres.
Mini CDS (Mini Compact Disc Single) = Minidisque compact (7,62 cm), 2 titres.

### Premières éditions françaises

#### Album sur cassette et disque compact
- 15 mai 1988 : K7, Décalages, WEA/Flarenasch (WE 491-724 690) - (3 298437 246901), 10 titres (40 min 52 s).
- 1er juin 1988 : CD (jewel case), Décalages, WEA/Flarenasch (WE 851-728 690), 12 titres (46 min 48 s).
  - Bonus 2 titres :

1. Avec toute ma sympathie (Françoise Hardy / Jean-Noël Chaléat), (3 min 26 s).
2. La vraie vie c’est où ? (Françoise Hardy / William Sheller[5]), (2 min 30 s).

#### Disques promotionnels
Destinés à la promotion de l’album, ces disques sont exclusivement distribués dans les médias (presses, radios, télévisions…), et portent la mention « Interdit à la vente ».

#### Autres disques
- 1988 : SP[6], Partir quand même, WEA/Flarenasch (721.940).

1. Partir quand même (F. Hardy / Jacques Dutronc), version radio (3 min 50 s).
2. Avec toute ma sympathie (F. Hardy / Jean-Noël Chaléat).

- 1988 : SP[7], Laisse-moi rêver, WEA/Flarenasch (721.957).

1. Laisse-moi rêver (F. Hardy / Étienne Daho), mixé par Dominique Blanc Francard (3 min 35 s).
2. Une miss s’immisce (F. Hardy / Jean-Noël Chaléat).

- 1988 : SP[8], Laisse-moi rêver, WEA/Flarenasch (721.957).

1. Laisse-moi rêver (F. Hardy / Étienne Daho), mixé par Dominique Blanc Francard (3 min 50 s).
2. Une miss s’immisce (F. Hardy / Jean-Noël Chaléat).

- 1988 : Maxi SP[6], Partir quand même, remix spécial club, WEA/Flarenasch (722.940-WE 221).

1. Partir quand même (F. Hardy / Jacques Dutronc), version longue (5 min 13 s).
2. Partir quand même (F. Hardy / Jacques Dutronc), version radio (3 min 50 s).
3. Avec toute ma sympathie (F. Hardy / Jean-Noël Chaléat).

- 1988 : CDS (slim jewelcase[6]), “Mini compact”, Partir quand même, WEA/Flarenasch (727.940-WE 731).

1. Partir quand même (F. Hardy / Jacques Dutronc), version longue (5 min 13 s).
2. Avec toute ma sympathie (F. Hardy / Jean-Noël Chaléat).
3. Partir quand même (F. Hardy / Jacques Dutronc), version radio (3 min 50 s).

- 1988 : CDS (pochette cartonnée[6]), “Mini compact”, Partir quand même, WEA/Flarenasch (727.940-WE 731).

1. Partir quand même (F. Hardy / Jacques Dutronc), version longue (5 min 13 s).
2. Avec toute ma sympathie (F. Hardy / Jean-Noël Chaléat).
3. Partir quand même (F. Hardy / Jacques Dutronc), version radio (3 min 50 s).

- 1988 : CDS (slim jewelcase[7]), “Mini compact”, Laisse-moi rêver, WEA/Flarenasch (727.957-WE 731).

1. Laisse-moi rêver (F. Hardy / Étienne Daho), single version (3 min 35 s).
2. Laisse-moi rêver (F. Hardy / Étienne Daho), maxi club DBF[9] (4 min 32 s).
3. Laisse-moi rêver (F. Hardy/ Étienne Daho), maxi DAHO (5 min 02 s).

- 1990 : SP[7], La Sieste, Carrère/Flarenasch (14.695-CA 171).

1. La Sieste (F. Hardy / Jean-Noël Chaléat), mixé par Bernard Estardy (3 min 40 s).
2. Arrêtons (F. Hardy / Tobo[4]).

### Rééditions françaises

#### Album sur disque 33 tours (vinyle), cassette et disque compact
- 1989 : CD (jewelcase), Décalages, Musidisc/Flarenasch (180192 | MU 760) - (3 229261 801929).
- 1990 : LP, Décalages, Carrère/Flarenasch (66724 | CA 682) - (3 218030 667248).
- 1990 : CD (jewelcase), Décalages, Carrère/Flarenasch (96724 | CA 803) - (3 218030 967249).
- 1990 : K7, Décalages, Carrère/Flarenasch (CA 382 | 76724) - (3 218030 767245).
- 2005 : CD (jewelcase sous étui cartonné), Décalages, WMD/Flarenasch (472 050 WM 321).
- 2005 : CD (digipack), Décalages, Wagram (3108482 WAG | 800) - (3 596971 084820).
- 2012 : CD (digipack), Décalages, Wagram (3265072 | WAG 848) - (3 596972 650727).
- 30 juin 2017 : LP (vinyle 180 g.), Décalages, Wagram (LC 24761 3348426) - (3 596973 484260).

### Premières éditions étrangères de l’album

#### Album sur 33 tours (vinyle) et disque compact
- Grèce, 1988 : LP, Décalages, MBI (40401).
- Québec, 1988 : LP, Décalages, WEA (723 6901).
- Japon, 1990 : CD, Décalages, Epic/Sony (ESCA 5176).

## Reprises de chansons
Partir quand même
- France, avril 1992, Rhoda Scott : CD, Frame for the Blues, Verve Records (513 294 - 2).

La Sieste
- Espagne, mars 2008, Rubi (es) : CD, De la mano de Françoise Hardy, Factoría Autor (84213310145428).

Une miss s'immisce
- France, 14 février 2014, Exotica : CD (compilation), French Kiss, colette (COLFRKISS).